# Elizabeth Blackwell

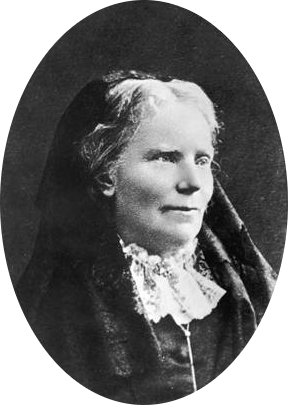
Elizabeth Blackwell

Elizabeth Blackwell, född 3 februari 1821 i Bristol i England, död 31 maj 1910 i Hastings, East Sussex, var en brittisk-amerikansk läkare och filantrop. Hon räknas som den första kvinnliga läkaren i både USA och Storbritannien. Hon var svägerska till Antoinette Brown Blackwell, som likaledes var en föregångare, som en av de första mer allmänt accepterade kvinnliga prästerna i USA.

## Biografi
Blackwell flyttade 1832 med sina föräldrar till Nordamerika, och sedan fadern dött 1838 bidrog hon genom undervisning till moderns och syskonens utkomst. 
Hon sökte till medicinsk utbildning på 28 olika lärosäten innan hon antogs vid Geneva College som idag har namnet Hobart and William Smith Colleges i New York där hon tog examen 1849 som den bästa i sin årskurs. Hon räknas därmed som den första kvinnliga läkaren i USA. Då hon var brittisk medborgare, räknas hon även som den första kvinnliga brittiska läkaren. 
Efter två års studier vid sjukhus i Paris och London, etablerade hon sig 1851 såsom kvinno- och barnläkare i New York, där hon 1857 inrättade ett fattigsjukhus för kvinnor och barn, New York Infirmary for Indigent Women and Children. År 1868 startade hon även Woman’s Medical College of the New York Infirmary for Women and Children, en medicinarutbildning för kvinnor. Ett år senare, 1869, lämnade hon sin syster Emily att styra över utbildningsinstitutet och flyttade själv till London där hon grundade, tillsammans med bl.a. Florence Nightingale, London School of Medicine for Women (1874), ett medicinskt utbildningssäte för kvinnor. 
Hon författade bland annat The Laws of Life (1852) och Counsel to Parents on the Moral Education of their Children (1879; "Ungdomens sedliga uppfostran med hänsyn till könens inbördes förhållande", 1883).